# GWR 3501 class
GWR 3501 Class — тип из 10 ширококолейных танк-паровозов Большой западной железной дороги с осевой формулой 1-2-0.

## История
Паровозы были построены в 1885 году на Суиндонском заводе GWR, и уже в 1890-м пять из них были переделаны в тендерные паровозы с той же осевой формлой для работы с экспрессами Эксетер—Плимут. В одном заказе № 64 с 3501 Class были и десять аналогичных паровозов GWR 3511 class стандартной колеи. Когда в 1892 году главный ход GWR был окончательно перешит на стандартную колею, 3501 Class были переделаны в тендерные GWR 3201 Class.

### Список 1-2-0 танк-паровозов
- 3501 (1885 - 1890)
- 3502 (1885 - 1890)
- 3503 (1885 - 1892)
- 3504 (1885 - 1892)
- 3505 (1885 - 1890)
- 3506 (1885 - 1892)
- 3507 (1885 - 1891)
- 3508 (1885 - 1890)
- 3509 (1885 - 1892)
- 3510 (1885 - 1892)

### Список 1-2-0 тендерных паровозов
- 3501 (1890 - 1892)
- 3502 (1890 - 1892)
- 3505 (1890 - 1892)
- 3507 (1891 - 1892)
- 3508 (1890 - 1892)